# U-348
U-348 — средняя немецкая подводная лодка типа VIIC времён Второй мировой войны.

## История
Заказ на постройку субмарины был отдан 10 апреля 1941 года. Лодка была заложена 17 ноября 1942 года на верфи Нордзееверке в Эмдене под строительным номером 220, спущена на воду 25 июня 1943 года. Лодка вошла в строй 10 августа 1943 года под командованием оберлейтенанта Ганса-Норберта Шунка.

### Командиры
- июль — август 1943 года оберлейтенант цур зее Ганс-Йоахим Фёрстер (кавалер Рыцарского Железного креста)
- 10 августа 1943 года — 30 марта 1945 года оберлейтенант цур зее Ганс-Норберт Шунк
- 18 июня — 21 июня 1944 года оберлейтенант цур зее Сигурд Зеегер
- 26 июня — 1 июля 1944 года капитан-лейтенант Курт-Хайнц Николай

### Флотилии
- 10 августа 1943 года — 31 марта 1944 года — 8-я флотилия (учебная)
- 1 апреля — 11 июля 1944 года — 9-я флотилия
- 12 июля 1944 года — 15 февраля 1945 года — 8-я флотилия
- 16 февраля — 30 марта 1945 года — 5-я флотилия (учебная)

### История службы
Лодка совершила 15 боевых походов, успехов не достигла. Потоплена 30 марта 1945 года близ Гамбурга, в районе с координатами 53°33′ с. ш. 09°57′ в. д. американскими бомбами во время дневного авианалёта. Два человека погибли.